# Senza colore
Senza colore è un brano dei The Bastard Sons of Dioniso, contenuto nell'album del 2009 In stasi perpetua prodotto da Gaudi. Scelto come secondo singolo estratto dall'album, viene reso disponibile per l'airplay radiofonico il 5 marzo 2010.
A più di un mese dal lancio radiofonico del singolo, si cominciano ad avere notizie riguardo alla registrazione di un videoclip, che entra in rotazione su MTV e Music Box l'11 maggio 2010.

## Il brano
Composto da Vicentini, Sassudelli, Broseghini e Gaudi, Senza colore richiama musicalmente il Prog rock degli anni settanta, soprattutto per l'uso del moog (in questo brano suonato dallo stesso Gaudi), che si aggiunge a batteria e chitarra acustica e fa da strumento portante del brano, soprattutto nella sua parte iniziale e finale. 
Il brano, che alterna tre strofe e tre ritornelli, cresce d'intensità con una struttura a climax sia dal punto di vista del testo che dal punto di vista musicale (ogni blocco strofa-ritornello si alza di tono rispetto al precedente).
Il testo, inoltre, gioca su altre figure retoriche, come l'anafora e la sinestesia:
Il titolo dell'album, In stasi perpetua, è stato preso proprio da un verso di Senza colore:
È l'unica canzone del cd in cui tutti e tre i componenti del gruppo si alternano come singola prima voce.

## Il video
Il video di Senza colore è stato girato nell'aprile 2010 all'interno del palazzetto dello Stadio del ghiaccio di Baselga di Piné. È stato diretto da Gianluca Catania e sponsorizzato da Red Bull e 55DSL. Il video alterna sequenze in cui The Bastard Sons of Dioniso suonano sulla pista del palazzetto del ghiaccio della struttura, vuoto e illuminato, e sequenze rallentate in cui vengono mostrate due squadre di hockey su ghiaccio vestirsi e prepararsi per una partita, negli spogliatoi. Nel finale, i giocatori entrano in pista e cominciano a giocare vicino al gruppo, che suona le ultime note del pezzo.

## Formazione
Live:
- Michele Vicentini - voce, cori e chitarra acustica
- Federico Sassudelli - voce, cori e batteria
- Jacopo Broseghini - voce, cori e Moog

Per la versione in studio, secondo quanto riportato nel booklet dell'album:
- Michele Vicentini - voce, cori e chitarra acustica
- Federico Sassudelli - voce, cori e batteria
- Jacopo Broseghini - voce, cori
- Gaudi - Moog e archi
- Nicola Fontana - rumori
- Dio - Suore in estasi